# Cicasina

La cicasina es una fitotoxina encontrada en las familias Cycadaceae (por ejemplo Cycas revoluta) y Zamiaceae  (por ejemplo Zamia pumila). Ambas plantas se utilizan para obtener Sagú (fécula).
Es hepatotóxica y produce gravísimas intoxicaciones nerviosas al ganado que mordisquea los frutos o las hojas. Las semillas de Cycas revoluta contienen el mayor nivel de esta toxina. 
La enzima metil-ONN-azoximetanol beta-D-glucosiltransferasa utiliza como sustratos la UDP-glucosa y el metil-ONN-azoximetanol para producir difosfato de uridina y cicasina.
La mariposa Eumaeus atala, en estado larvario, se alimenta de Zamia pumila, y por lo tanto contiene al compuesto.